# Апотема
Апотемата на геометрична фигура се нарича перпендикулярната отсечка от точка, обикновено центъра на фигурата, към някоя от страните.
В правилен многоъгълник апотемата представлява перпендикулярът от центъра към една от страните, но тъй като е правилен, то петата на перпендикуляра съвпада със средата на страната. Апотемата в този случай съвпада и с радиуса на вписаната във фигурата окръжност. Зависимостта между променливите при даден n-ъгълник с апотема с дължина r, радиус на описаната окръжност R и дължина на страната z е следната:
{\displaystyle r={\frac {z}{2\tan(\pi /n)}}=R\cos(\pi /n)}
При дадена окръжност и хорда апотемата е перпендикулярът от центъра на окръжността към средата на хордата.
В пирамида апотемата е височината на околна страна, т.е. перпендикулярът от върха към някой от основните ръбове. Обикновено се бележи с латинската буква K.